# Fernbahnhof

Symbol für einen Bahnhof

Als Fernbahnhof (oder als Fernverkehrsbahnhof, auch Fernverkehrshaltepunkt oder Fernverkehrshalt) bezeichnet man im Eisenbahnverkehr einen Bahnhof bzw. Haltepunkt, an dem regelmäßig Reisezüge im Schienenpersonenfernverkehr (SPFV) halten, überregional oder international. Ein Fernbahnhof ist in der Regel auch ein Regionalbahnhof, der von Reisezügen des Schienenpersonennahverkehrs (SPNV) bedient wird.
Der Begriff Fernbahnhof wurde in Deutschland auch benutzt, um etwa am Beispiel des damaligen ausgedehnten Stettiner Bahnhofs in Berlin die Aufteilung in unterschiedliche Bahnhofsbereiche z. B. auch gegenüber dem Vorort- oder Güterverkehr darzulegen.
Der deutsche Begriff Fernbahnhof hat in englischer Sprache Entsprechungen wie inter-city rail station (in mehreren Varianten von englisch inter-city rail station bis hin zu englisch InterCity station in etwa für Bahnhof im InterCity-Verkehr).

## Allgemeines und Definition
Der deutschsprachige Begriff Fernbahnhof bzw. Fernverkehrsbahnhof ist umgangssprachlich und lässt sich nicht ohne Weiteres in andere Sprachen übernehmen bzw. dort vernünftig darstellen, da „fern“ an sich eine subjektive Aussage ist.
In Deutschland existiert als Behelf die gesetzliche Anforderung einer Mindestlauflänge von 50 Kilometern oder einer planmäßigen Fahrtdauer von mindestens einer Stunde zwischen Ausgangs- und Zielbahnhof, damit er als Fernverkehr angesehen werden kann. Entsprechend sind Fernbahnhöfe dann solche, die von Zügen des Fernverkehrs bedient werden. Allerdings ist selbst mit dieser Mindestanforderung noch keine objektive Aussage gegeben, was einen Fernbahnhof von anderen Bahnhöfen unterscheidet, da Begriffe wie „nah“ und „fern“ rein subjektive Bedeutungen haben. Zudem gibt es auch Züge des Nahverkehrs, die mehr als 400 Kilometer zwischen Start- und Endbahnhof zurücklegen und damit weiter fahren als manche dem Fernverkehr zugeordnete Züge.
Entsprechend ist ein Fernbahnhof auch keine offizielle Funktion eines Bahnhofs im deutschsprachigen Bereich.
International und auch länderübergreifend redet man auf der Schiene von InterCity-Verkehr (englisch inter-city rail), dessen Bahnhof dann der Bahnhof im InterCity-Verkehr (englisch inter-city rail station) ist. Mit einem InterCity-Verkehr ist vor allem der „regelmäßige“ und „beschleunigte“ Schienenverkehr „in vertretbarer Zeit“ mit „weniger Zwischenhalten“ gemeint. Damit wiederum kann ein InterCity-Verkehr in der Regel weitere Strecken zurücklegen, womit das international etablierte Schema eines „InterCity-Verkehrs“ dann in etwa einem SPFV entspricht. Damit kann der deutschsprachige Begriff Fernbahnhof international grob synonym für einen Bahnhof im InterCity-Verkehr genutzt werden.
Der Begriff Fernbahnhof hat sich trotz aller Ungenauigkeiten etabliert und kann nicht vernachlässigt werden. Der Frankfurt am Main Flughafen Fernbahnhof enthält den Begriff gar in seinem Namen.

## Bahnhof im InterCity-Verkehr als Element der Raumordnung
Im Schema des InterCity-Verkehrs spielt das System der zentralen Orte mit zu verbindenden Oberzentren, Metropolen, Metropolregionen und Regiopolen eine große Rolle. Diese stellen in ihrer jeweiligen Region Knoten des Nahverkehrs, des SPNV, des Einzugsbereichs an Reisenden und des Fahrgastaufkommens dar. Der SPFV im Sinne eines InterCity-Verkehrs hat dann den Anspruch, hierarchisch zunächst die wichtigsten dieser Zentren (Metropolen und Metropolregionen) miteinander zu verbinden und anschließend auch die nachgeordneten Zentren (wichtige Oberzentren und Regiopole sowie Knoten des Regionalverkehrs und des Luftverkehrs). Die von diesem Verkehr angefahrenen Bahnhöfe sind dann Fernbahnhöfe bzw. Bahnhöfe im InterCity-Verkehr.
Nicht jedes Land weltweit besitzt eine gut ausgebaute Schieneninfrastruktur. Dennoch funktioniert auch dort das Prinzip des InterCity-Verkehrs, wenn zwei Metropolen direkt miteinander verbunden werden sollen; Fernbahnhöfe finden sich dann nur in den beiden Metropolen und meist auch in einigen Städten und Oberzentren dazwischen. In Ländern mit gut ausgebauter Schienen-Infrastruktur kann es dagegen vorkommen, dass Fernbahnhöfe auch außerhalb von Ballungsräumen liegen, dort nämlich, wo mehrere Bahnlinien zusammenlaufen. In Deutschland ist dafür der Bahnhof Altenbeken ein bekanntes Beispiel. Dieser Fernbahnhof, in der weit abgelegenen Gemeinde Altenbeken gelegen, liegt als Eisenbahnknoten im Fokus von gleich fünf Strecken des Schienen-Nah- und Fern-Verkehrs.
In Metropolregionen und Regiopolen können mehrere InterCity-Bahnhöfe (bzw. Fernbahnhöfe) nah beieinander existieren – sichtbar beispielsweise in den Niederlanden, in denen die Bevölkerungsdichte derart hoch und drei Metropolregionen derart nah nebeneinander liegen, dass deren InterCity-Bahnhöfe (bzw. Fernbahnhöfe) nach subjektivem deutschen Verständnis nicht mehr dem Fernverkehr zuzurechnen wären. Das entgegengesetzte Extrem bietet sich rund um Moskau in Russland, dort ist das nächste Oberzentrum außerhalb der Metropolregion Moskau derart weit entfernt, dass selbst weitläufige Nahverkehre und Vorortzüge nach dem deutschen subjektiven Verständnis als Fernverbindungen und deren Bahnhöfe als Fernbahnhöfe eingestuft werden müssten. Nach dem Schema eines InterCity-Verkehrs sind diese Bahnhöfe aber nur dann InterCity-Bahnhöfe (bzw. Fernbahnhöfe), wenn sie mindestens die Reise in einen anderen Ballungsraum außerhalb der Metropolregion Moskau erlauben (z. B. nach Kursk).
In einem Raumordnungskonzept mit Metropolen und Metropolregionen, die miteinander verbunden werden, haben auch Hochgeschwindigkeitsverkehre ihren Platz. Das geschieht oftmals in Konkurrenz zum Regionalflugverkehr ab etwa 200–500 Kilometer Entfernung zwischen zwei Zentren, was eine erhöhte Zugverkehrsgeschwindigkeit zusätzlich sinnvoll erscheinen lässt, um „in vertretbarer Zeit“ am Ziel anzukommen. Unter solchen Bedingungen sind Hochgeschwindigkeitsverkehre (u. a. auf eigenen und entsprechend langen Schnellfahrstrecken) ganz automatisch Bestandteile des InterCity-Verkehrs – und somit sind auch deren Bahnhöfe automatisch Fernbahnhöfe.

## Fernbahnhof in Europa
Es existieren viele nationale Lösungen für Fernverkehr in Europa, Ziel innerhalb der EU ist es aber, grenzüberschreitenden Verkehr zu fördern. Dies hat auch Auswirkungen auf die Gestaltung der Fernbahnhöfe.

### Mindestanforderungen an Fernbahnhöfe
Um die Interoperabilität zwischen den Schienennetzen und einen länderübergreifenden SPFV sicherzustellen, werden vor allem in der EU Anstrengungen unternommen, die Schienennetze im Fernverkehr miteinander zu koppeln und Fernbahnhöfe und Ballungsräume für internationale Anbieter des Schienenpersonenfernverkehrs (SPFV) erreichbar zu machen. Dazu ist insbesondere die TSI „Infrastruktur“ von Ende 2014 wichtig.
Um die Interoperabilität der Eisenbahnnetze in Europa und damit grenzübergreifende Schienenverkehre sicherzustellen, werden in der EU in der TSI „Infrastruktur“ unter anderem Mindeststandards für Fernbahnsteige (und damit für Fernbahnhöfe) implizit festgelegt. Mit dem Erscheinen der neuen TEN-T-Verordnung VO (EU) 1315/2013 wurden Transeuropäische Netze (TEN) u. a. für den Schienenverkehr neu definiert. Die an diesen Strecken liegenden Bahnhöfe müssen nach den Vorgaben der TSI „Infrastruktur“ ausgebaut werden.
Bahnhöfe, die implizite oder explizite Mindestanforderungen für den grenzüberschreitenden Fernverkehr in Europa (auf der Normalspur, Spurweite 1435 Millimeter) entlang der TEN-Korridore erfüllen, weisen damit folgende Mindestanforderungen nach der TSI „Infrastruktur“ im Bereich der für den Fernverkehr zu nutzenden Bahnsteige auf:
- Bahnsteighöhe 550 mm oder 760 mm
- nutzbare Bahnsteiglänge mindestens 200 Meter
- Bahnsteig liegt an einer elektrifizierten Strecke, die für 120 km/h oder mehr zugelassen ist
- spezielle Sicherungsmaßnahmen erforderlich, falls am Bahnsteig Geschwindigkeiten ≥ 200 km/h möglich sind
- Lichtraumprofil über dem Gleis muss mindestens der Grenzlinie GB entsprechen
- einschlägige Gleisabstände

Wenn ein Bahnhof von einem Hochgeschwindigkeitszug angefahren werden soll, der auf seiner Reisestrecke Spitzengeschwindigkeiten von 250 km/h und mehr erreicht, gelten folgende Abweichungen gegenüber den oben genannten Mindestanforderungen im Bereich der anzufahrenden Bahnsteige:
- nutzbare Bahnsteiglänge 400 Meter
- Lichtraumprofil entspricht bei Geschwindigkeiten ≥ 250 km/h am Bahnsteig der Grenzlinie GC

Außerhalb der TEN-Korridore liegende Fernbahnhöfe müssen die europäischen Bestimmungen nicht erfüllen, wodurch sie für international operierende Verkehre möglicherweise nicht erreichbar sind oder sein werden.

### Fernbahnhöfe in Deutschland
In Deutschland wird der SPNV als Grundversorgung durch die öffentliche Hand bestellt und durch Regionalisierungsmittel bezahlt bzw. bezuschusst. In der Grundversorgung werden alle oder die Mehrzahl der Bahnhöfe auf einer Schienenstrecke angefahren. Verkehr, der darüber hinausgeht, wird als Fernverkehr dagegen eigenwirtschaftlich von EVU betrieben. Um gegen die Züge der Grundversorgung wettbewerbsfähig zu sein, müssen die Fernzüge das leisten, was einen InterCity-Verkehr auszeichnet: ein regelmäßiger und beschleunigter Schienenverkehr, der ein Ziel in vertretbarer Zeit mit weniger Zwischenhalten erreicht.
Die Züge des Fernverkehrs, die in Fernbahnhöfen halten, sind in Deutschland aufgrund der unterschiedlichen Finanzierungsgrundlage organisatorisch vom Nahverkehr getrennt. Im Fernverkehr fahren ICE, railjet, TGV, Thalys sowie IC, EC, EN, HBX, FLX und alex. Hinzu kommt der IRE Berlin–Hamburg.
Die Züge der IC-Linie 56 zwischen Bremen Hauptbahnhof und Norddeich Mole bzw. Bahnhof Emden Außenhafen (inkl. der auf Teilen dieser Strecke verkehrenden Züge der IC-Linie 35) werden als Sonderfall als bezuschusster Nahverkehr gefahren, stellen eine Grundversorgung dar und werden daher nicht mit berücksichtigt. Sie halten an allen Bahnhöfen, an denen auch Regionalexpresse halten, und somit zwischen Bad Zwischenahn und Norddeich Mole an allen sieben Unterwegsbahnhöfen. Mit Ausnahme von Marienhafe, das auch heute nicht von der Linie 35 bedient wird, taten sie dies allerdings auch schon vor der Klassifizierung als Nahverkehr.

#### Abdeckung mit Fernbahnhöfen
In Deutschlands wurden Stand November 2016 insgesamt 312 Bahnstationen vom Fernverkehr der Deutschen Bahn bedient. Der Harz-Berlin-Express bringt sechs weitere Bahnhöfe in die Abdeckung mit ein, der IRE Berlin–Hamburg drei. Der Flixtrain (früher: Hamburg-Köln-Express) bringt einen weiteren Fernbahnhof ein.
Üblicherweise sind die Fernbahnhöfe des nationalen Schienenpersonenfernverkehrs (SPFV) auch die Fernbahnhöfe im internationalen Fernverkehr, fast immer in Kooperation mit der Deutschen Bahn. Es gibt jedoch eine Ausnahme. Der alex, der in Tschechien weiter als Eurocity zwischen München Hauptbahnhof und Prag Hauptbahnhof verkehrt, wird in Bayern formal als Zug des SPNV geführt, gilt jedoch als vollwertiger Interregio-Ersatzverkehr mit Bordverpflegung. So werden die Bahnhöfe Schwandorf, Furth im Wald, Cham und Landshut Hauptbahnhof zu Fernbahnhöfen.
Die elf deutschen Metropolregionen sind alle über eine Reihe an Fernbahnhöfen gut an den SPFV angebunden. Alle Metropolregionen sind von anderen Metropolregionen zumindest in Teilstrecken über Schnellstrecken des Hochgeschwindigkeitsverkehrs erreichbar. Um im Eisenbahnfernverkehr zwischen den großen Metropolregionen „Metropolregion Hamburg“ und „Metropolregion Rhein-Ruhr“ mit kurzen Reisezeiten gegenüber den Fernzügen der Deutschen Bahn wettbewerbsfähig zu bleiben, hält der privatwirtschaftlich betriebene Flixtrain (früher: Hamburg-Köln-Express) nicht in den Fernbahnhöfen der „Metropolregion Nordwest“, was vor allem mit einer nach Auffassung der Betreiber ungünstigen Lage der Fernbahnhöfe dieser Metropolregion begründet wird.
Den 312 deutschen Fernbahnhöfen stehen 115 Oberzentren gegenüber. Es gibt dennoch Sonderfälle, in denen große Oberzentren keinen Fernbahnhof enthalten oder Bahnhöfe, die nicht mit den Anforderungen der TSI „Infrastruktur“ konform gehen. Krefeld mit seinen rund 220.000 Einwohnern besitzt zwar einen Fernbahnhof (Krefeld Hauptbahnhof), dieser wird jedoch nur werktags und nur durch ein einziges Fernzugpaar bedient. Die Bahnsteige des Bahnhofs haben nur nutzbare Längen von deutlich unter 200 Metern. Allerdings besitzt Krefeld als Teil der Metropolregion Rhein-Ruhr gute Verbindungen in die umliegenden Städte, die gut frequentierte Fernbahnhöfe besitzen (Duisburg Hauptbahnhof, Düsseldorf Hauptbahnhof).
Deutlich ungünstiger ist die Situation in Sachsen. So ist Chemnitz als wichtiges Oberzentrum und Großstadt in Sachsen mit rund 250.000 Einwohnern nicht an das deutsche Fernbahnnetz angeschlossen und besitzt damit auch keinen Fernbahnhof. Chemnitz ist Zentrum eines Regiopols, ist Knoten von sechs Bahnlinien des Nahverkehrs und liegt in einer dicht besiedelten Region mit zwei weiteren Oberzentren (Zwickau, Plauen), die ebenfalls keinen Anschluss an den Fernverkehr und keine Fernbahnhöfe haben. Die nutzbare Länge zweier Bahnsteige im Hauptbahnhof Chemnitz wurde bis Mitte 2014 auf 200 Meter erweitert. Es ist geplant, Chemnitz ab 2022 wieder ans Fernverkehrsnetz anzuschließen, ein zweiter Anschluss ist für 2032 vorgesehen. Chemnitz Hauptbahnhof wird (Stand Sommer 2016) täglich von 11.000 Fahrgästen benutzt, dies ist in Relation zu den zehn fahrgaststärksten Metropolbahnhöfen Berlins zu sehen, die jeder (ohne den besonders fahrgaststarken Berlin Hauptbahnhof mit einzurechnen) im Durchschnitt knapp 100.000 Fahrgäste täglich sehen. Versuche, Chemnitz und umliegende Städte an den SPFV anzubinden, scheiterten in der Vergangenheit mehrmals, zuletzt wurde der Vogtland-Express aufgegeben.
Sachsen selbst besitzt insgesamt nur fünf aktuelle Fernbahnhöfe, davon liegen vier im Einzugsbereich eines einzigen Oberzentrums, Dresden (Stand November 2016). Das ist ein Fernbahnhof auf im Schnitt etwa 820.000 Einwohner Sachsens. Im restlichen Bundesgebiet kommt ein Fernbahnhof auf 262.000 Einwohner. Rein statistisch fehlen damit in Sachsen elf Fernbahnhöfe außerhalb des Großraums Dresden.
DB Station&Service orientiert sich an Preisklassen, in die u. a. der Servicebedarf im Fahrgastverkehr innerhalb der Bahnhofsgebäude mit eingeht. In der Einteilung wird nicht nach Fernbahnhöfen und sonstigen Personenbahnhöfen und Haltepunkten unterschieden. Die meisten Bahnhöfe der Preisklassen 1 und 2 sind aber Fernbahnhöfe, auch einige der Preisklassen 3 und 4. Diese Fernbahnhöfe der Preisklasse 1 und die Fernbahnhöfe innerhalb der Preisklasse 2 sowie die Metropolbahnhöfe liegen weit überwiegend in den Zentren größerer Städte, sind meist die Hauptbahnhöfe der betreffenden Städte.

#### Fernbahnhöfe in Großstädten
Einige Großstädte in Deutschland besitzen mehrere Fernbahnhöfe im Stadtgebiet. Im Vergleich zum französischen und britischen Bahnnetz fällt auf, dass es heute in keiner deutschen Stadt mehr mehrere, rund um das Stadtzentrum angeordnete Kopfbahnhöfe des Fernverkehrs gibt. Zu Beginn der Eisenbahnära entstanden diese Kopfbahnhöfe aufgrund des Baus der Strecken durch verschiedene private und staatliche Eisenbahngesellschaften. Entsprechende Kopfbahnhöfe gab es bspw. in Berlin, Hamburg, Frankfurt am Main und Leipzig. Mit Ausnahme von Berlin wurden in allen anderen Städten bereits vor dem Ersten Weltkrieg die verschiedenen Kopfbahnhöfe zugunsten eines einzigen zentralen Bahnhofs aufgelassen oder umgebaut. Die Berliner Kopfbahnhöfe wie etwa der Anhalter Bahnhof oder der Lehrter Bahnhof wurden nach dem Zweiten Weltkrieg infolge der Teilung Berlins aufgelassen. Fernzüge verkehrten danach im Westteil der Stadt ausschließlich über die Berliner Stadtbahn, während im Ostteil neben der Stadtbahn verschiedene frühere Vorortbahnhöfe provisorisch für den Fernverkehr hergerichtet wurden. Erst nach der Wiedervereinigung erfolgte eine Neuordnung der Berliner Bahnanlagen mit Anlage des zentralen, 2006 eröffneten Hauptbahnhofs.
Heute besitzen alle deutschen Städte mit mehreren von Fernzügen bedienten Bahnhöfen jeweils einen vom Verkehrsaufkommen und Kapazität her dominierenden Bahnhof (der jedoch nicht in jedem Fall der Hauptbahnhof ist) sowie weitere Fernbahnhöfe, die dazu dienen, die Verkehrsbelastung zu verteilen, darunter:
- Berlin mit den Bahnhöfen Hauptbahnhof, Ostbahnhof, Spandau, Gesundbrunnen sowie Südkreuz,
- Hamburg mit den Bahnhöfen Hauptbahnhof, Altona, Dammtor, Harburg sowie Bergedorf,
- Köln mit den Bahnhöfen Hauptbahnhof, Messe/Deutz und Flughafen,
- Düsseldorf mit den Bahnhöfen Hauptbahnhof und Flughafen,
- Frankfurt am Main mit den Bahnhöfen Hauptbahnhof, Südbahnhof und Flughafen Fernbahnhof, sowie
- München mit den Bahnhöfen Hauptbahnhof, Pasing sowie Ostbahnhof.

Mit der Lage der Umsteigebahnhöfe wird häufig auch der Regionalverkehr nach der Hauptverkehrsrichtung verteilt. In allen Städten sind die Fernbahnhöfe durch den Nahverkehr direkt verbunden.
In den Großstädten Dresden (mit den Bahnhöfen Hauptbahnhof sowie Neustadt), Frankfurt am Main (mit den Bahnhöfen Hauptbahnhof sowie Süd) und Köln (mit den Bahnhöfen Hauptbahnhof sowie Messe/Deutz) sind zwei Bahnhöfe von überregionaler Bedeutung auf Grund der geographischen Teilung der Stadt durch die Flüsse Elbe, Main und Rhein entstanden. Während der Dresdner Bahnhof Neustadt seit seinem Bau ein wichtiger Fernbahnhof war, wurden die beiden anderen Bahnhöfe in Köln und Frankfurt über Jahrzehnte kaum im Fernverkehr genutzt und waren lediglich im Nah- und Regionalverkehr bedeutsam. Erst in den letzten Jahrzehnten hat der Fahrgast- und Angebotszuwachs vor allem im ICE-Verkehr dafür gesorgt, dass beide Bahnhöfe auch durch regelmäßig haltende Fernverkehrsverbindungen zur Entlastung des jeweiligen Hauptbahnhofs genutzt werden.
Im Zuge der Eingemeindungen des 20. Jahrhunderts wurden insbesondere im Rheinland und Westfalen viele Städte zusammengelegt, die beide einen wichtigen Bahnhof aufwiesen. So gibt es auf dem Gebiet der Stadt Mönchengladbach bis heute zwei Hauptbahnhöfe: Mönchengladbach Hauptbahnhof und Rheydt Hauptbahnhof, wobei nur ersterer gelegentlichen Fernverkehr aufweist. Bei der Eingemeindung der bereits zusammengelegten Stadt Wanne-Eickel nach Herne behielt der wichtigere Bahnhof Wanne-Eickel Hauptbahnhof seinen Namen, ebenso wie der Bahnhof Herne, der im Gegensatz zum Hauptbahnhof keinerlei Fernverkehr aufweist.
Um all diese zentralen Großstadtbahnhöfe – ein zentraler Hauptbahnhof oder zwei geografisch getrennte Haupt-Fernbahnhöfe – weiterzuentwickeln und aufzuwerten, wurde in der nahen Vergangenheit unter anderem das Konzept Bahnhof 21 aufgelegt, das neben Flächenumwidmungen auch die Weiterentwicklung der oftmals als Kopfbahnhof ausgeführten Hauptbahnhöfe zu Fernbahnhöfen mit Durchgangsverkehr zu machen. Ziel ist es u. a., den Fernverkehr zu beschleunigen und um die zentralen Bahnhöfe noch mehr zu Knotenpunkten im Schienennah- und -fernverkehr zu machen. Ein gut bekanntes Beispiel dafür ist Stuttgart 21. Auch das Projekt Neue Mitte Altona zur Verlegung des Kopfbahnhofs Bahnhof Hamburg-Altona gehört in diese Kategorie. Insgesamt werden gerade die großstädtischen Fernbahnhöfe dadurch aufgewertet und Engpässe im Fernverkehr beseitigt. Wichtigster und an Fahrgästen des Fernverkehrs frequentiertester Bahnhof ist aber der Frankfurter Hauptbahnhof, der voraussichtlich Kopfbahnhof bleiben wird.

#### Fernbahnhöfe, die kein Hauptbahnhof sind
Der Kasseler Bahnhof, an dem nach Inbetriebnahme der Schnellfahrstrecke Hannover–Würzburg sämtlicher Fernzugverkehr abgewickelt wird, ist der Bahnhof Kassel-Wilhelmshöhe. Zuvor geschah dies in Kassel Hauptbahnhof, einem Kopfbahnhof.
Bonn hat neben dem dortigen Hauptbahnhof mit Siegburg/Bonn dem Namen nach einen zweiten Fernbahnhof. Diese Station an der Schnellfahrstrecke Köln–Rhein/Main liegt jedoch außerhalb des Bonner Stadtgebietes in der Stadt Siegburg und ist mit Bonn durch die Stadtbahn Bonn über die Siegburger Bahn verbunden.
Ähnlich war es in Berlin, wo der Bahnhof Berlin-Schönefeld Flughafen außerhalb des Berliner Stadtgebietes in der brandenburgischen Gemeinde Schönefeld liegt. Bis zur Eröffnung des Berliner Hauptbahnhofes an der Nord-Süd-Fernbahn am 27. Mai 2006 wurde der Bahnhof Berlin-Schönefeld Flughafen auch vom Fernverkehr bedient.
In der Region Hannover befindet sich neben dem Hauptbahnhof der Bahnhof Hannover Messe/Laatzen auf dem Gebiet der Stadt Laatzen, welcher unter anderem zu den Großmessen CeBIT und Hannover-Messe vom Fernverkehr bedient wird.
Über den neuen Bahnhof Lindau-Reutin wird der Fernverkehr der Stadt Lindau abgewickelt. Der Kopfbahnhof auf der Insel, der bis 2020 der Lindauer Hauptbahnhof war, wurde zum Bahnhof Lindau-Insel mit ausschließlicher Nutzung für den Nahverkehr.
Flughafenbahnhöfe im Stadtgebiet, die auch als Fernbahnhöfe dienen, gibt es in Düsseldorf, Köln und Frankfurt am Main.
Limburg Süd ist der einzige Bahnhof in Deutschland, an dem planmäßig ausschließlich Fernverkehrszüge halten.

#### Hauptbahnhöfe, die kein Fernbahnhof sind
Durch Verlagerung der Verkehrsströme haben die Hauptbahnhöfe von diversen Städten ihre Funktion als Fernbahnhof verloren, zum Beispiel Bottrop, Castrop-Rauxel, Chemnitz, Kassel, Lünen und Trier. Der Hauptbahnhof von Gevelsberg wurde sogar zu einer reinen Station der S-Bahn Rhein-Ruhr herabgestuft.

#### Interoperabilität der Fernbahnhöfe
Fast alle deutschen Bahnhöfe der DB Netz folgen dem Lichtraumprofil mit der (nationalen) Begrenzungslinie G2 der EBO, die alle Mindestanforderungen der TSI-Begrenzungslinie GA erfüllt, die Mindestanforderungen der TSI-Begrenzungslinie GB in Teilen jedoch nicht. Umgekehrt gehen die Anforderungen der Begrenzungslinie G2 in Teilen deutlich über die Anforderungen der europäischen TSI-Begrenzungslinie GB hinaus. In der Konsequenz müssen auf Dauer alle deutschen Strecken und Bahnhöfe auf Strecken im TEN-Gesamtnetz auf das europäische Lichtraumprofil mit der TSI-Begrenzungslinie GC umgestellt werden. Dieses Lichtraumprofil stellt deutlich höhere Anforderungen als die anderen Lichtraumprofile und erfordert damit teils umfangreiche Arbeiten. Die Umstellung ist fortgeschritten, der Status kann über die Infrastruktur-Seiten der DB Netz (siehe Weblinks) abgefragt werden.
Dies hat vor allem Relevanz bei den aus Doppelstockwagen bestehenden neuen Intercity-2-Zügen der Deutschen Bahn. Diese erfordern die Bedingungen des Lichtraumprofils mit der TSI-Begrenzungslinie GC. In der Folge sind für jeden Bahnhof, die der Intercity 2 bedient und die nicht oder noch nicht auf das Lichtraumprofil mit der TSI-Begrenzungslinie GC umgestellt wurden, Einzelprüfungen vor einer Zulassung zum Betrieb vor Ort erforderlich. Dies kann auch zu Betriebsverboten führen.
Besondere Bedeutung hat dies wiederum im deutschen Eisenbahnnetz außerhalb des TEN. Hier sind sowohl Elektrifizierungen als auch Umstellungen auf das Lichtraumprofil mit der TSI-Begrenzungslinie GC nicht zwingend erforderlich. In der Konsequenz könnten spätestens 2030, wenn die IC-Züge der ersten Generation ausgemustert sind und der IC2 das Rückgrat des Fernverkehrs darstellen, vereinzelt Strecken und Regionen, die gegenwärtig über keinen Fernbahnhof verfügen, auch künftig ohne Chance auf einen Fernbahnhof und ohne Fernverkehrsanschluss bleiben.
In der TSI „Infrastruktur“ sind für Fernbahnhöfe Mindestanforderungen von 200–400 Metern nutzbarer Bahnsteiglänge sowie einer Bahnsteighöhe von 550 bzw. 760 Millimetern vorgesehen. Die geforderten Bahnsteiglängen und Bahnsteighöhen sind in dem nationalen Teil der TEN-Netze sowie in fast allen Ober- und vielen Mittelzentren Deutschlands erfüllt. Alle Zuggattungen im deutschen Fernverkehr sind vollständig auf Bahnsteighöhen von 550 bzw. 760 Millimeter ausgelegt. Auch wird der Schienenfernverkehr meist von Zugbildungskonfigurationen mit Zuglängen von fast genau 200 Metern oder fast genau 400 Metern bedient, oder aber mit Zuglängen dazwischen bedient (bei traditionellen, lokomotivbespannten Wagenzügen).
Damit können fast sämtliche Bahnhöfe der deutschen Oberzentren und Metropolregionen auch tatsächlich als Fernbahnhöfe dienen und von den dazu passenden nationalen und internationalen Fernzügen im Sinne der europäischen Interoperabilität bedient werden.
Ein Sonderfall sind wieder (wie beim Lichtraumprofil) die neuen IC2-Doppelstockgarnituren. Diese sind (ohne Lok) in der Standardzugbildung lediglich 134,50 Meter lang und passen damit an Bahnsteige von mindestens 140 Meter Länge, wie sie im deutschen SPNV üblich sind. Als Konsequenz könnten IC-Doppelstockzüge neue Bahnhöfe für den Fernverkehr erschließen, die eigentlich aufgrund der Kürze der Bahnsteige nur für den Nahverkehr geeignet sind.

### Fernverkehrsbahnhöfe in Österreich
In Österreich werden Fernbahnhöfe als Fernverkehrsbahnhöfe bezeichnet.
Siehe auch: Liste der Fernverkehrsbahnhöfe in Österreich

### Fernverkehrsbahnhöfe in der Schweiz
Siehe: Liste der Bahnhöfe mit Fernverkehrshalt in der Schweiz

### Deutschland
- DB-Konzern – Bahnsteiginformationen – Datenbank mit Bahnsteighöhe aller Bahnhöfe im Personenverkehr
- DB Netz – Infrastrukturregister – TEN-HGV / TEN-Streckenkarte und Datenbank mit den Daten aller deutschen Eisenbahnstrecken
- ICE-/IC-/EC-Liniennetz 2024 der Deutschen Bahn AG (PDF; 366 KB)

### Schweiz
- Liniennetzplan der SBB (PDF; 1,6 MB)